# Navia
För andra betydelser, se Navia (olika betydelser).
Navia är ett släkte av gräsväxter. Navia ingår i familjen Bromeliaceae.

## Dottertaxa tillNavia, i alfabetisk ordning[1]
- Navia abysmophila
- Navia acaulis
- Navia affinis
- Navia aliciae
- Navia aloifolia
- Navia angustifolia
- Navia arida
- Navia aurea
- Navia axillaris
- Navia barbellata
- Navia berryana
- Navia bicolor
- Navia brachyphylla
- Navia breweri
- Navia cardonae
- Navia caricifolia
- Navia carnevalii
- Navia caulescens
- Navia caurensis
- Navia colorata
- Navia connata
- Navia crassicaulis
- Navia cretacea
- Navia crispa
- Navia cucullata
- Navia culcitaria
- Navia duidae
- Navia ebracteata
- Navia emergens
- Navia filifera
- Navia fontoides
- Navia garcia-barrigae
- Navia geaster
- Navia glandulifera
- Navia glauca
- Navia gleasonii
- Navia graminifolia
- Navia heliophila
- Navia huberiana
- Navia immersa
- Navia incrassata
- Navia intermedia
- Navia involucrata
- Navia jauana
- Navia lactea
- Navia lanigera
- Navia lasiantha
- Navia latifolia
- Navia lepidota
- Navia liesneri
- Navia lindmanioides
- Navia linearis
- Navia luzuloides
- Navia maguirei
- Navia mima
- Navia mosaica
- Navia myriantha
- Navia navicularis
- Navia nubicola
- Navia ocellata
- Navia octopoides
- Navia ovoidea
- Navia paruana
- Navia parvula
- Navia patria
- Navia pauciflora
- Navia phelpsiae
- Navia pilarica
- Navia piresii
- Navia polyglomerata
- Navia pulvinata
- Navia pungens
- Navia robinsonii
- Navia sandwithii
- Navia saxicola
- Navia schultesiana
- Navia scirpiflora
- Navia scopulorum
- Navia semiserrata
- Navia serrulata
- Navia splendens
- Navia stenodonta
- Navia steyermarkii
- Navia subpetiolata
- Navia tentaculata
- Navia terramarae
- Navia trichodonta
- Navia umbratilis
- Navia viridis
- Navia wurdackii
- Navia xyridiflora